# Boicottaggio nazista del commercio ebraico

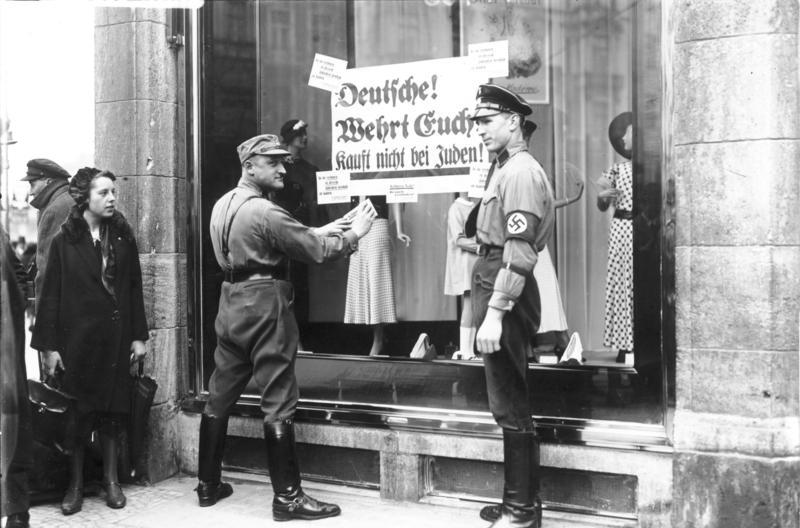
Paramilitari delle SA fuori un negozio di Berlino con cartelli con la scritta: "Deutsche! Wehrt Euch! Kauft nicht bei Juden!" ("Tedeschi! Difendetevi! Non comprate dagli ebrei!").

Il boicottaggio nazista del commercio ebraico (in tedesco Judenboykott) in Germania iniziò il 1º aprile 1933, come reazione difensiva al boicottaggio ebraico di merci tedesche, iniziato poco dopo il giuramento di Adolf Hitler  come cancelliere, il 30 gennaio 1933. Fu in gran parte vano, in quanto la popolazione tedesca continuò ad utilizzare le imprese ebraiche, ma rivelò l'intenzione dei nazisti di danneggiare le attività degli ebrei in Germania.
Fu la prima di molte misure governative contro gli ebrei tedeschi, alla fine culminate nella "soluzione finale". Fu una campagna gestita dallo Stato di vessazioni in costante aumento, arresti, saccheggi sistematici, trasferimenti forzati delle proprietà ai militanti del partito nazista (gestiti dalla Camera di Commercio) ed infine l'omicidio dei proprietari, definiti "ebrei". Nella sola Berlino, nel 1930, vi erano 50.000 aziende di proprietà ebraica.

## Boicottaggi precedenti
L'antisemitismo in Germania, dopo la prima guerra mondiale, crebbe sempre più, ed era più prevalente nelle università: nel 1921, l'Unione degli studenti tedeschi, la Deutscher Hochschulring, impedì l'iscrizione agli ebrei. Dal momento che lo sbarramento aveva natura razziale, questa "regola", comprese anche gli ebrei convertiti al cristianesimo. Lo sbarramento venne contestato dal governo, spingendo gli studenti ad un referendum nel quale 76 % degli votò per l'esclusione.
Nello stesso tempo, i giornali nazisti spinsero i lettori ad un boicottaggio delle imprese ebraiche, divenuto con il tempo una caratteristica costante delle azioni della politica tedesca degli anni venti, con i partiti della destra tedesca che iniziarono a rifiutare iscritti ebrei.
Dagli anni 1931-1932, le Camicie Brune impedirono fisicamente l'ingresso ai clienti nei negozi ebrei, le finestre vennero sistematicamente distrutte e i proprietari dei negozi ebrei minacciati. Durante le vacanze di Natale del 1932, l'ufficio centrale del partito nazista organizzò un boicottaggio su scala nazionale. Inoltre, le imprese tedesche, in particolare le grandi organizzazioni come le banche, le compagnie di assicurazione e le imprese industriali come la Siemens, rifiutarono d'impiegare ebrei. Molti alberghi, ristoranti e caffè impedirono agli ebrei di entrare e l'isola di villeggiatura di Borkum bandì gli ebrei ovunque sull'isola.
Tale comportamento era comune nell'Europa prebellica; tuttavia in Germania raggiunse nuove vette.

## Il boicottaggio anti-nazista del 1933

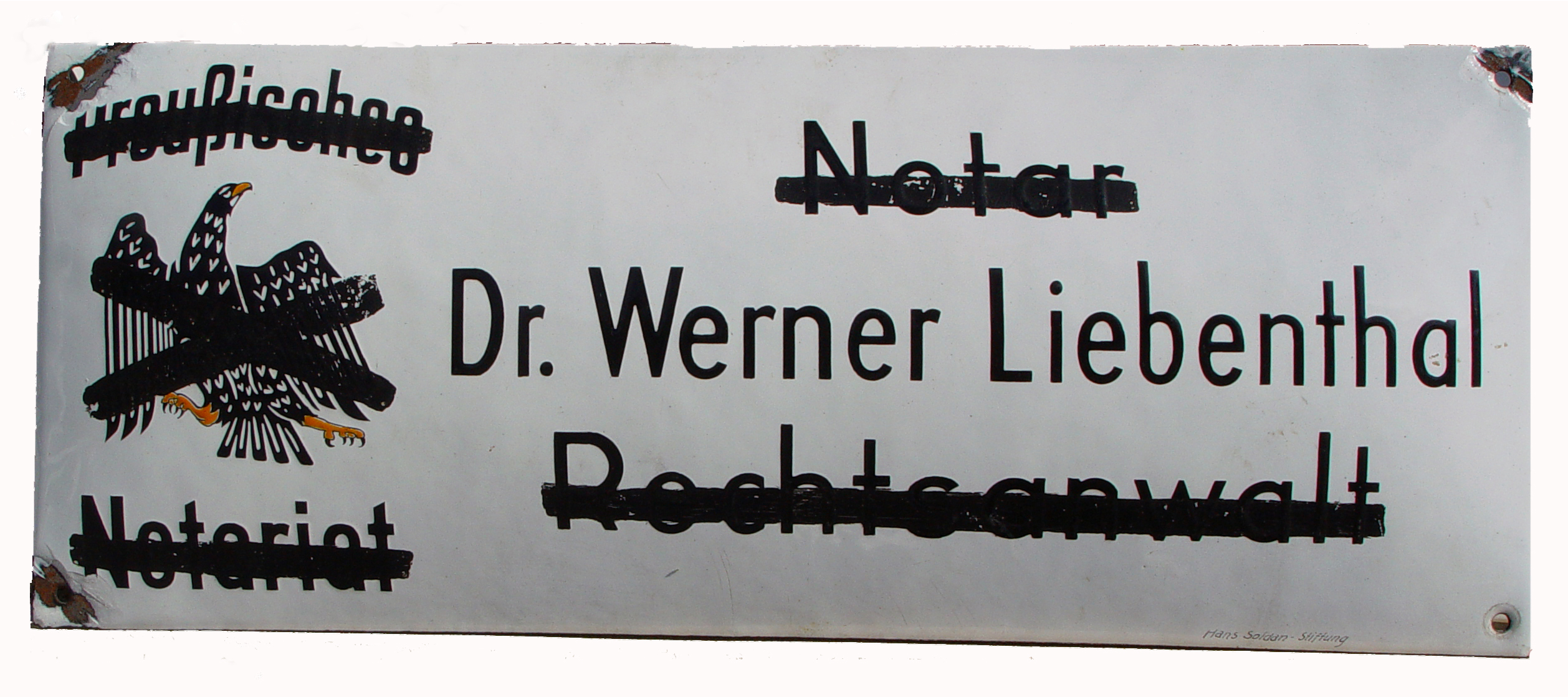
Targa del dottor Werner Liebenthal, notaio e avvocato, appesa fuori dal suo ufficio in Martin Luther Strasse, Schöneberg, Berlino. Nel 1933, in seguito alla legge per la restaurazione del servizio civile professionale, la lastra venne dipinta di nero dai nazisti, che boicottarono uffici di proprietà ebraica.

Il boicottaggio anti-nazista iniziato nel marzo del 1933 fu un boicottaggio dei prodotti nazisti da parte di oppositori stranieri del partito nazista in risposta all'antisemitismo nella Germania nazista in seguito all'ascesa di Adolf Hitler, che iniziò con la sua nomina a cancelliere tedesco il 30 gennaio 1933. Coloro che negli Stati Uniti, nel Regno Unito e in altri luoghi in tutto il mondo si opposero alle politiche di Hitler svilupparono il boicottaggio e le relative proteste per incoraggiare la Germania nazista a porre fine alle pratiche anti-ebraiche del regime.

## Il boicottaggio nazionale

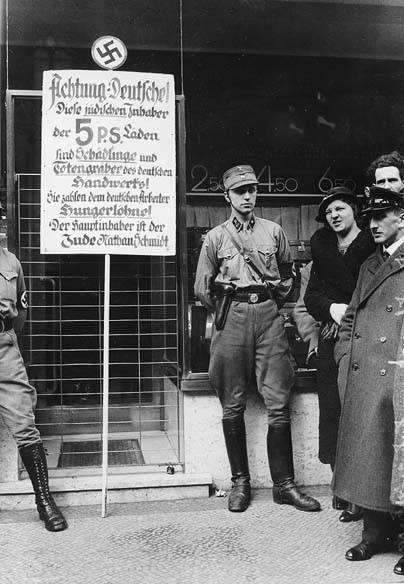
Membri delle SA boicottano gli ebrei, 1 aprile, 1933

Nel mese di marzo del 1933, i nazisti acquisirono nel parlamento tedesco, il Reichstag, un gran numero di seggi. In seguito a questa vittoria, e in parte in risposta al boicottaggio anti-nazista straniero del 1933, vi furono violenze diffuse e teppismo rivolti alle imprese e agli individui ebrei. Agli avvocati e ai giudici ebrei venne impedito fisicamente di raggiungere le corti. In alcuni casi, le SA crearono campi di concentramento improvvisati per eminenti personalità ebraiche anti-naziste.
Joseph Goebbels, che aveva istituito il Ministero della Propaganda e dell'Illuminismo nazista, annunciò sul giornale del partito nazista il 31 marzo 1933 che "l'ebraismo mondiale" aveva rovinato la reputazione del popolo tedesco e voleva rendere questo boicottaggio un'azione antisemita a propulsione pubblica.
Il 1º aprile 1933, i nazisti effettuarono la loro prima azione pianificata contro gli ebrei a livello nazionale: un boicottaggio di un giorno contro le aziende ed i professionisti ebrei, in risposta al boicottaggio ebraico delle merci tedesche.
Nel giorno del boicottaggio, le SA si schierarono minacciosamente davanti ai grandi magazzini, agli esercizi al dettaglio e agli uffici dei professionisti, quali medici e avvocati, di proprietà ebraica. Il Ministero della Propaganda voleva catturare i trasgressori di questo boicottaggio, chiedendo ai cittadini tedeschi di rimproverare gli altri tedeschi che ignoravano l'annuncio e continuavano ad usare negozi e servizi ebraici. La Stella di David venne dipinta in giallo e nero su migliaia di porte e finestre, con l'accompagnamento di slogan antisemiti. Vennero affissi cartelli che dicevano  Kauf nicht bei Juden!, Die Juden sind unser Unglück!  e  Geh nach Palästina! In tutta la Germania si verificarono atti di violenza.
Il boicottaggio venne ignorato da molti cittadini tedeschi che, durante il giorno, continuarono a fare acquisti nei negozi di proprietà ebraica. Sebbene segnasse l'inizio di una campagna nazionale contro gli ebrei, il boicottaggio non fu in realtà un successo per i nazisti e venne annullato dopo un giorno a causa dell'impatto negativo che stava avendo sull'economia.

## L'impatto internazionale
Il boicottaggio nazista ispirò boicottaggi simili in altri paesi. In Polonia, il capo della Chiesa cattolica, il cardinale Hlond, chiese un boicottaggio degli ebrei e i nazionalisti di Endeks, organizzarono boicottaggi di aziende ebraiche in tutto il paese. Il governo, dal 1935, interruppe l'assunzione degli ebrei e promosse il boicottaggio delle imprese ebraiche. Nel 1936 venne vietata la macellazione rituale ebraica in Polonia.
In Palestina, dal 1929, la leadership araba organizzò boicottaggi delle aziende ebraiche, poi contro arabi che avevano collaborato con gli ebrei.
Nel Quebec, negli anni Trenta, i nazionalisti franco-canadesi organizzarono boicottaggi delle aziende gestite da ebrei.
Negli Stati Uniti d'America, i sostenitori del nazismo come padre Charles Coughlin, immigrato canadese, incitarono al boicottaggio delle imprese ebraiche. Il programma radiofonico di Coughlin attirò decine di milioni di ascoltatori e i suoi sostenitori organizzarono campagne "Compra cristiano" attaccando gli ebrei. Le università della Ivy League limitarono l'ammissione degli ebrei.
In Austria, dal 1919, un'organizzazione chiamata Antisemitenbund fece una campagna contro i diritti civili rivendicati dagli ebrei, gli stessi assicurati agli "ariani". L'organizzazione prese ispirazione da Karl Lueger, il leggendario sindaco antisemita di Vienna al volgere del secolo, che ispirò a sua volta Hitler e fu l'organizzatore di una campagna per il boicottaggio delle aziende ebraiche. Le campagne austriache tendevano a intensificarsi intorno a Natale ed entrarono in vigore dal 1932. Come in Germania, i nazisti presidiarono i negozi ebrei, nel tentativo di evitare l'ingresso dei clienti.
In Ungheria, dal 1938, il governo approvò leggi che limitavano l'attività economica ebraica. La sollecitazione al boicottaggio risale alla metà del XIX secolo, quando gli ebrei ricevettero la parità di diritti.

## Gli eventi successivi
L'operazione nazionale di boicottaggio segnò l'inizio di una campagna nazionale del partito nazista contro l'intera popolazione ebraica tedesca.
Una settimana dopo, il 7 aprile 1933, venne approvata la Legge per la restaurazione del servizio civile professionale, che limitava agli "ariani" l'occupazione nel settore pubblico. Ciò significava che gli ebrei non potevano prestare servizio come insegnanti, professori, giudici, o in altre posizioni pubbliche. Quasi tutti i dipendenti pubblici ebrei, inclusi gli insegnanti nelle scuole pubbliche e nelle università, vennero licenziati. I medici li seguirono a ruota. Tuttavia, gli ebrei che erano veterani di guerra furono esclusi dal licenziamento o dalla discriminazione (circa 35.000 ebrei tedeschi morirono nella prima guerra mondiale). Nel 1935, i nazisti approvarono le leggi di Norimberga, spogliando tutti gli ebrei della cittadinanza tedesca, indipendentemente da dove fossero nati. Venne introdotta una quota ebraica dell'1% per il numero di ebrei ai quali era permesso frequentare le università. Nell'emendamento pubblicato in data 11 aprile 1935 dell'articolo 3 della legge, nel quale veniva dichiarato che tutti i non ariani dovevano essere "in pensione" dal servizio civile, venne precisato che: "Una persona è da considerarsi non ariana se discende da non-ariani e soprattutto da genitori o nonni ebrei. È sufficiente che un genitore o un nonno sia non-ariano. Ciò deve essere assunto in particolare quando un genitore o un nonno era di religione ebraica."
I libri "ebrei" vennero pubblicamente bruciati nel corso di elaborate cerimonie e vennero approvate le leggi che chiaramente definivano chi era o non era ebreo. Le imprese di proprietà ebraica vennero gradualmente "arianizzate" e gli ebrei tedeschi costretti a vendere a tedeschi non ebrei.
Dopo l'invasione della Polonia nel 1939, i nazisti costrinsero gli ebrei a ghettizzarsi, bandendoli completamente dalla vita pubblica. Ma anche questo non era sufficiente per i nazisti e nel 1940 si rivolsero al genocidio, che sfociò in quello che è ora conosciuto come l'Olocausto.